# ROCKY (OKAMOTO'Sの曲)
「ROCKY」（ロッキー）は、OKAMOTO'Sの3作目の配信シングル。2016年10月14日にAriola Japanから配信リリースされた。

## 概要
- 前作『Burning Love』から約1ヶ月振りのリリース。
- 本曲は、自身初となる47都道府県ツアー『OKAMOTO'S FORTY SEVEN LIVE TOUR 2016』のツアーファイナルを目前にしてボーカルのオカモトショウの呼びかけにより急遽制作された[1]。全国各地を回る中で改めて感じたバンドに対する思いや、メンバー、ファンとの絆を歌った楽曲となっている[1]。
- 本曲のミュージック・ビデオは、ツアーの密着映像やレコーディング風景で構成されている[2]。

## 収録曲
1. ROCKY
作詞・作曲：オカモトショウ
編曲：OKAMOTO'S